# KIDDY GiRL-AND
KIDDY GiRL-AND (キディ・ガーランド?, Kiddi Gārando) è il sequel del 2009 dell'anime fantascientifico Kiddy Grade, creato da gímik e dallo studio Satelight, e diretto da Keiji Gotoh. L'adattamento manga Kiddy Girl-and Pure (キディ・ガーランド ぴゅあ?, Kidi Gārando Pyua), illustrato da Yukari Higa, è stato pubblicato su Comp Ace a partire da maggio 2009, ed il primo tankōbon è stato pubblicato il 26 settembre 2009.

## Trama
Sono passati venticinque anni dopo che Éclair e Lumière, protagoniste della serie Kiddy Grade hanno salvato la galassia ad un passo dalla distruzione. Dopo la sconfitta del GOTT (Galactic Organization of Trade and Tariffs), è stato istituito un nuovo corpo il GTO (Galactic Trade Organization) che si occupa di mantenere la pace nell'universo combattendo le attività criminali. La loro speciale divisione ES è stata creata sulla base di quella del GOTT, include membri dotati di poteri sovrannaturali. La serie segue le vicende di tre aspiranti reclute del team ES, Ascoeur, Q-feuille, e Di-air, nel loro addestramento per diventare membri effettivi dell'ES.

## Episodi
| Nº | Titolo italiano Giapponese 「Kanji」 - Rōmaji                                      | In onda          | In onda |
| Nº | Titolo italiano Giapponese 「Kanji」 - Rōmaji                                      | Giapponese       |         |
| 01 | Lucky Item 「ラッキーアイテム」 - Rakkī Aitemu                                     | 15 ottobre 2009  |         |
| 02 | Sweet, Trap 「甘い、罠」 - Amai, Wana                                              | 22 ottobre 2009  |         |
| 03 | The Worst Compatibility? 「最悪の相性？」 - Saiaku no Aishō?                       | 29 ottobre 2009  |         |
| 04 | Babysitting Special Duty 「子守特務」 - Komori Tokumu                              | 5 novembre 2009  |         |
| 05 | Ghosts of the GOTT 「GOTTの亡霊」 - GOTT no Bōrei                                  | 12 novembre 2009 |         |
| 06 | Suspicion of the Bureau Chief's Office 「局長室の疑惑」 - Kyokuchōshitsu no Giwaku | 19 novembre 2009 |         |
| 07 | The 2 we admire 「憧れの２人」 - Akogare no Futari                                 | 26 novembre 2009 |         |
| 08 | G-Society 「Gソサエティ」 - G Sosaeti                                              | 3 dicembre 2009  |         |
| 09 | Memorial Ceremony 「記念式典」 - Kinen Shikiten                                    | 10 dicembre 2009 |         |
| 10 | The 2 who lived 「生きていた、２人」 - Ikite Ita, Futari                           | 17 dicembre 2009 |         |
| 11 | Shadow Worker 「シャドウワーカー」 - Shadou Wākā                                   | 24 dicembre 2009 |         |
| 12 | The Space Frozen in Time 「時間の凍りついた空間」 - Jikan no Kōritsuita Kūkan      | 31 dicembre 2009 |         |
| 13 | Vacation² 「バカンス²」 - Bakansu Bakansu                                          | 7 gennaio 2010   |         |
| 14 | Moment of Encounter 「出逢いの刻」 - Deai no Toki                                  | 14 gennaio 2010  |         |
| 15 | A Bad Dream 「悪い夢」 - Warui Yume                                                | 21 gennaio 2010  |         |
| 16 | Cold Tears 「冷たい涙」 - Tsumetai Namida                                          | 28 gennaio 2010  |         |
| 17 | Unknown Name 「知らない名前」 - Shiranai Namae                                     | 4 febbraio 2010  |         |
| 18 | Sister Princess 「シスター・プリンセス」 - Shisutā Purinsesu                       | 11 febbraio 2010 |         |
| 19 | Partner 「パートナー」 - Pātonā                                                    | 18 febbraio 2010 |         |
| 20 | The Real Me 「ほんとうの私」 - Hontō no Watashi                                    | 25 febbraio 2010 |         |
| 21 | Memories Return 「蘇る記憶」 - Yomigaeru Kioku                                     | 4 marzo 2010     |         |
| 22 | Time Begins to Flow 「流れ始める時間」 - Nagare Hajimeru Jikan                     | 11 marzo 2010    |         |
| 23 | Feelings Don't Stop 「とまらない想い」 - Tomaranai Omoi                            | 18 marzo 2010    |         |
| 24 | Together Forever 「いつまでも一緒」 - Itsumademo Issho                             | 25 marzo 2010    |         |

## Colonna sonora
Sigla di apertura
- Baby universe day cantata da Aya Uchida e Aya Gōda

Sigle di chiusura
- Sun and Moon (太陽と月) cantata da Aya Uchida
- Moon and Sun (月と太陽) cantata da Aya Gōda
- Magical Sakura-chan (マジカルさくらちゃん) cantata da Aya Gōda and Yuk